# Checker Records
La Checker Records è stata un'etichetta discografica statunitense.

## Storia
La Checker Records venne aperta nel 1952 a Chicago dai fratelli Leonard e Phil Chess come sussidiaria della Chess Records. La Checker scritturò artisti blues (Little Walter, Sonny Boy Williamson II), rhythm and blues (Sax Mallard, Jimmy McCracklin), doo-wop (The Flamingos, The Moonglows), gospel (Aretha Franklin, Five Blind Boys of Mississippi), rock and roll (Bo Diddley, Dale Hawkins) e soul (Gene Chandler). L'etichetta cessò di pubblicare dischi nel 1971.